# Akční člen
Akční člen, z angličtiny též aktuátor, je typicky část mechatronické soustavy (strojů kombinujících elektroniku a mechaniku), která převádí informační část procesu na technickou – např. příkaz o změně směru je aktuátorem převeden na mechanickou energii potřebnou k vychýlení ze současného směru pohybu stroje. Je vlastně opakem senzoru (snímače), který snímá skutečnost a získává z ní informační hodnotu.

## Rozdělení akčních členů podle fyzikálního působení
Elektronické
- varikap

elektro-magnetické
Elektromechanické
Využívají elektro-magneticko-mechanického principu – jejich nevýhodou je závislost na zdroji energie, způsobování nebezpečí úrazu elektrickým proudem a jisker
- stykač
- podle napájení střídavé
  - asynchronní motory
  - synchronní motory
- stejnosměrné motory
  - komutátorové motory
  - krokové motory
- lineární motory

Hydraulické
Výhodou je veliká síla, kterou lze tímto principem docílit, nevýhodou velikost stroje a nutnost vedení kapalin, ekologická závadnost minerálních olejů používaných v hydraulickém vedení
- přímočaré hydromotory
- rotační hydromotory – turbínky
- ventily – pístová serva
- valcha[zdroj⁠?!]

Pneumatické
Výhodou je jejich rychlost, ekonomická nenáročnost, ekologická nezávadnost. Nevýhoda je zpoždění oproti příkazu k činnosti.
- ventily
- přímočaré pneumatické motory – písty
- rotační pneumatické motory – turbínkové
- zpětnovazební soustrojí klapka-tryska

Nekonvenční
- bimetalické
- piezo-elektrické
- elektrochemické
- mikroaktuátory[zdroj⁠?!]

## Rozdělení akčních členů podle následného působení
- krokové (např. propiska, kontakt nebo stykač, i vícepolohově přeskakující pozicionéry) vs. spojitě pohyblivé (pokrytí celého úhlu páky, hladina kapaliny)
- omezené (například píst) vs. nekonečné-zacyklené (například dopravník)
- podle kauzality, podle reverzability: volné (vypnutý motorek jako generátor a tedy potenciálně i k sensoru) vs. samosvorné (šnekový převod neumožňuje zpětný přenos, ani výkonu, ani informace)
- podle reverzability/oboustrannosti působení: táhlo/páka (tlačí i tahá) vs. lanko (jen tahá) nebo bodec (bez upevňovacího čepu jen tlačí)

### Podle zpřevodování nebo přenosu
- lineární spojité, vs. nelinearní spojité
- bezestavově reverzibilní vs. nespojité s hysterezí, s vnitřním stavem (s jinou trajektorií zpětného chodu)
- s wind-upem (s navinutím na konci) vs. s koncovou vůlí vs. s koncovým dorazem

### Podle ovlivněných veličin
- poloha / rychlost – v délce, v úhlu
- síla, moment síly
- tlak staticky (píst), volný průtok (stavidlo), či obojí najednou – plynu či kapaliny
- elektrický proud a napětí – například při dálkovém přepínání odboček transformátoru
- zdroje paprsků či osvětlení – laser, IR
- průhlednost, zrcadlivost – například u LCD

## Zařízení
Protože akční členy převádějí informaci na fyzikální tzv. akční zásah do systému, jde o převod popisné informace na změnu stavu systému do pořadovaného stavu, vždy za použití pracovního výkonu. Jde o typickou úlohu při ovládání či regulaci]. Pro přenos výkonu jsou potřeba vždy dvě výkonové veličiny (např. průtok a tlak), pro přenos informace je však zásadní jen jedna veličina (např. tlak), fakticky však v reálném světě nelze oddělit přenos informace od přenosu energie, která pak je jejím nosným médiem. Při přenosu informace však není související přenos energie účelem, nýbrž naopak nutným zlem: Jde pak například o ztrátové teplo, přinášející následně nutnost chlazení telekomunikačních zařízení, například v serverovnách.
Akčními členy bývají:
- pohony
  - motory – pro rychlostní-pohybové stavy
  - serva – pro výkonové polohování
- lasery – jako zdroje paprsku, světla či tepla
- topení – např. spirála topného drátu
- chlazení – například polovodičové
- elektronika – např. proud báze tranzistoru ovládající proud skrz emitor, při zapojení se společným kolektorem

Akčními členy pak naopak nejsou pouhé dvojbrany, měniče výkonu, ať už obecně transformátory, či gyrátory:
- elektromagnetické – např. transformátory, s odbočkami i bez
- polovodičové – např. pulsní měniče (AC/AC), střídač (DC/AC, tzn. opak usměrňovače), střídavý měnič (napětí nebo kmitočtu), zesilovače
- statické převody, s řadicí pákou i bez

Měnič však můče být součástí složitějšího akčního členu.
Akční členy samozřejmě pracují s energií, nějaký její přívod je vždy nutný. Klíčová pro ně je schopnost navíc měnit míru svého působení, např. svůj výkon, podle přiváděné vstupní řídící informace. Při zanedbání (typicky společného) přívodu energie pak pomocí akčního členu lze malým řídícím výkonem (ideálně minimálním) ovlivňovat (řídit) velký pracovní výkon tohoto stroje. Celkově tedy má akční člen nejen výkonový vstup a výstup, jako měnič, ale navíc i "informační" nevýkonový vstup energie, pro řízení pracovního výkonu: Má dvě vstupní brány a jednu výkonovou výstupní, pro akční působení.